# Виноградов-Волжинский, Владимир Алексеевич
Владимир Алексеевич Виноградов-Волжинский (1891—17 февраля 1942) — советский учёный, профессор.

## Биография
Родился в 1891 году. После окончания гимназии служил в царской армии. С 1918 г. в Рабоче-крестьянской Красной армии.
Ученик профессора Ф. Ф. Эрисмана.
Работал старшим преподавателем кафедры гигиены Военно-медицинской академии. С декабря 1929 г. преподаватель 1-го Ленинградского медицинского института. В 1931 году он организовали и возглавил новую кафедру санитарно-химической защиты академии, одновременно с 1930 года являясь заведующим кафедрой гигиены института им. П. Ф. Лесгафта. Написал учебник по гигиене для студентов института — «Гигиена физических упражнений». В 1936 году кафедра гигиены Военно-медицинской академии была разделена на две: общей гигиены и военной гигиены, которой до 1942 года руководил Виноградов-Волжинский. Под его началом коллектив кафедры занимался изучением стационарного и полевого размещения войск, в том числе в суровых условиях Советско-финляндской войны 1939—1940 гг., влияние умственного труда на газообмен и обмен энергии, производительность физического труда при высоких температурах воздуха. Много внимания он уделял проблемам водоснабжения в мирное и военное время: организации обеспечения войск водой в полевых условиях, обеззараживанию сточных вод, решению гигиенических проблем военного обмундирования, создал образцы фильтров для обработки воды и укладку для исследований пищевых продуктов в условиях воинской части. Подготовил ряд учебных пособий по гигиене для высшей школы и руководство по гигиене спорта, впервые ввел войсковую практику для слушателей старших курсов. Ими были созданы образцы фильтров для обработки воды.
Проводя противоэпидемическую работу в Самарканде, где находилась академия во время Великой Отечественной войны, заразился сыпным тифом и умер 17 февраля 1942 года. Похоронен на Самаркандском городском братском кладбище «Скорбящая мать» Узбекистан.

## Семья
Сын Виноградов-Волжинский Дмитрий Владимирович (1925—2017) — советский учёный-паразитолог, доктор медицинских наук (1961), профессор (1962), член-корреспондент Академии медицинских наук СССР, генерал-майор медицинской службы (1980). С 1970 г. по 1975 г. начальник кафедры биологии им. Е. Н. Павловского Военно-медицинской академии. Затем работал директором ВНИИ ПМ в Оболенске до 1982 года.

## Награды
Орден «Знак Почёта» и медаль «20 лет РККА» (22.02.1938).

## Воинские звания
- Военврач 1 ранга — 1936;
- Бригврач — 22.02.1938[7].

## Память
- В Государственном архиве РФ имеются материалы, посвященные Виноградову-Волжинскому.[8]